# Lepidodactylus gardineri
Lepidodactylus gardineri este o specie de șopârle din genul Lepidodactylus, familia Gekkonidae, descrisă de Boulenger 1897. A fost clasificată de IUCN ca specie vulnerabilă. Conform Catalogue of Life specia Lepidodactylus gardineri nu are subspecii cunoscute.